# ایرانیان: دوران باستان تا دوره معاصر
ایرانیان: دوران باستان تا دوره‌ی معاصر (به انگلیسی: The Persians: ancient, mediaeval, and modern Iran) کتابی تحلیلی - تطبیقی نوشته همایون کاتوزیان در مورد تاریخ ایران است که به سفارش دانشگاه ییل و به زبان انگلیسی نوشته شده. این کتاب توسط حسین شهیدی به فارسی ترجمه شده و توسط نشر مرکز منتشر گردیده است. ایرانیان: دوران باستان تا دوره‌ی معاصر شامل روایت تاریخ ایران از افسانه‌ها و اسطوره‌‌های ایران باستان تا انقلاب ۱۳۵۷ است، دو فصل انتهایی کتاب که به تاریخ ایران پس از انقلاب می‌پردازد به پیشنهاد ناشر از نسخه چاپی فارسی حذف گردید و بعدتر به صورت آنلاین در دسترس مخاطبان قرار گرفت.